# Gonur Depe

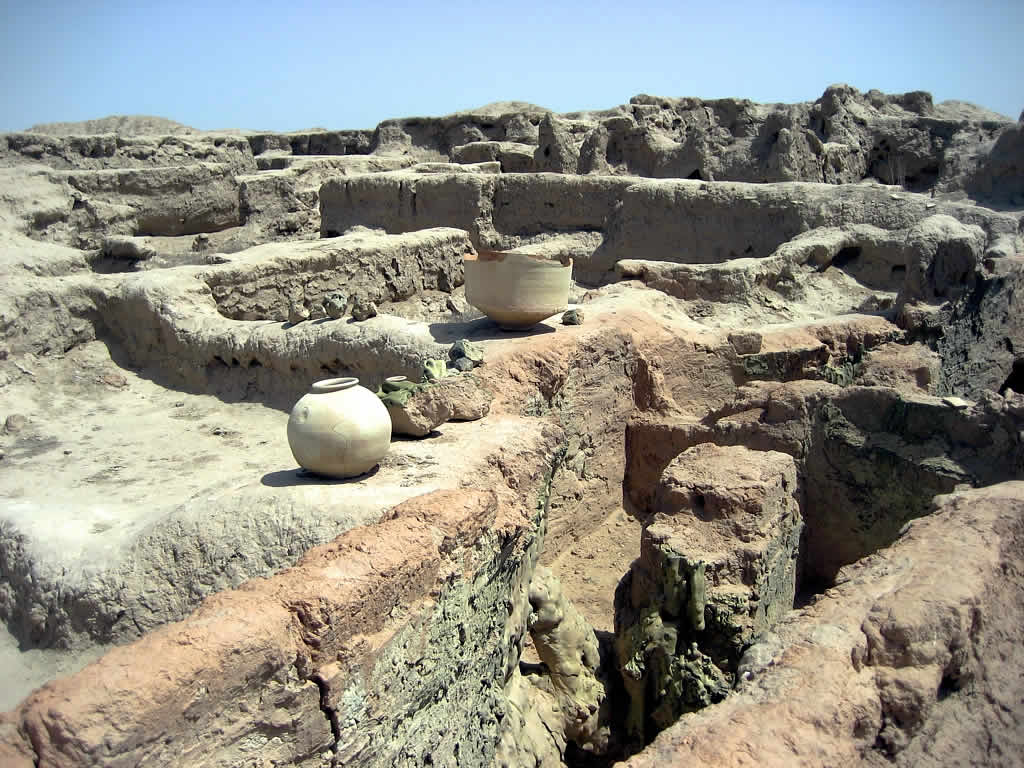
Blick auf die Ruinen von Gonur Depe

Gonur Depe (übersetzt: Grauer Hügel) ist eine Siedlung aus der Bronzezeit in der Karakum-Wüste und gehört zum UNESCO-Weltkulturerbe. Die Ausgrabungsstätte liegt circa 80 Kilometer entfernt von der Stadt Mary im Süd-Osten Turkmenistans.

## Struktur
In Gonur Depe fand man einen mächtigen Mauerring, der eine 28 Hektar große Stadtanlage umschließt. Diese ist in verschiedene Bezirke eingeteilt, beispielsweise Wohnviertel, Handwerkerviertel und ausgedehnte Friedhöfe. Im Zentrum der Stadtanlage befindet sich eine quadratische Palastanlage, die von einem weiteren Mauerring umgeben war. Markante Gebäude in der bronzezeitlichen Metropole waren Grabhäuser, in denen Würdenträger mit prunkvollen Beigaben, oft Meisterstücken bronzezeitlicher Kunst, bestattet wurden. Zu Zeiten der Bronzezeit war in der heute trockenen Region Ackerbau möglich, da der Fluss Murgab durch sein Binnendelta Wasser in die Wüste brachte, das von den Einwohnern durch ein aufwendiges System von Leitungen gesammelt wurde.

## Bedeutung
Gonur Depe gilt heute als wichtigster Ort einer Reihe von Siedlungen verschiedener Größen in der Nähe von Oasen in der Karakum-Wüste. Es wird davon ausgegangen, dass Gonur Depe 700 Jahre lang besiedelt war und damit länger als alle anderen Orte der Gonur-Oase. Die Ausgrabungen deuten darauf hin, dass Gonur Depe in der Region ein administratives und religiöses Zentrum war, daher gilt Gonur Depe heute als das Zentrum einer bis dato weitestgehend unbekannten Hochkultur, der Margiana-Kultur.

## Ausgrabungen
Erste Ausgrabungen fanden bereits in den 1950er-Jahren statt, eine systematische Erforschung der Fundstätte begann mit der Arbeit des Professors Viktor Sarianidi von 1972 bis 1974. Seit 1988 finden in und um Gonur Depe Flächengrabungen statt, die bis heute andauern. Trotz der langjährigen Ausgrabungen in der Region ist die Siedlungsstruktur noch unklar. Die Archäologen fanden zwei voneinander getrennte Siedlungen, Gonur-Nord und Gonur-Süd. Unklar ist, inwieweit die Fundorte in der Bronzezeit eine Einheit bildeten. Belegt werden konnte allerdings eine ausgeprägte Fernhandelstätigkeit der Menschen in Gonur Depe, die unter anderem mit Völkern in Mesopotamien, in Syrien, im Oman, im Indus-Tal und im Uralgebiet.